# Хербьёрнсрюд, Ханс
Ханс Хербьёрнсрюд (норв. Hans Herbjørnsrud) (2 января 1938, Heddal, Телемарк или Нутодден, Телемарк — 15 ноября 2023, Нутодден, Вестфолл-ог-Телемарк) — норвежский писатель, автор повестей и рассказов.
Он вырос в фюльке Телемарк, время от времени преподавал в Гудбрандсдале (восточная Норвегия) и с 1976 года ведет хозяйство родительского крестьянского двора недалеко от Нутоддена.
Являясь приверженцем давних традиций своей страны, Хербьёрнсрюд ведет двойной образ жизни — как писатель и фермер. Своему относительно позднему литературному дебюту в 1979 году (выход в свет сборника рассказов «Vitner») последовали шесть тонких книг с рассказами разного объема (10—100 страниц). Вскоре его влияние в литературном кругу растет, и его начинают считать «писателем писателей», a между тем его творения пользуются большой популярностью на всем Скандинавском полуострове. В 1997 году он удостаивается престижной «Премии критиков». Дважды его книги номинировались на Литературную премию Северного Совета: «Blinddøra» в 1998 году и «Vi vet så mye» в 2002 году. Рассказы Хербьёрнсрюда переведены на многие европейские языки — русский, немецкий, английский, французский, чешский, венгерский и хинди.
Источником вдохновения для произведений Хербьёрнсрюда нередко являются традиция и культура его родного края — Телемарка, прежде всего его богатое наследие балладных сюжетов, без которых его произведения были бы похожи на слащаво-мещанский жанр региональной литературы, распространенный в Германии, Австрии и скандинавских странах. Хербьёрнсрюд употребляет многочисленное количество языковых форм и диалектов, а также использует орнаментальную риторику в своих произведениях. Один из его знаменитых рассказов «Kai Sandemo» (из сборника «Blinddøra», вышедшего в 1997 году) начинается на датском языке, постепенно переходя на многие варианты норвежского языка. С помощью этого метода Хербьёрнсрюд сумел более наглядно передать читателю образ героя (рассказ ведется от первого лица), который после совершения акта братоубийства и пребывания в тюрьме на родине, проживает в Дании. Примечательным является свободный перевод этого рассказа немецкими и швейцарскими переводчиками, где были использованы литературные и диалектические формы (южно-немецкий и швейцарский) немецкого языка.
Другим особенностям прозы Хербьёрнсрюда относятся его художественные композиции и их интертекстуальные переплетения. Например в рассказе «Jens Helland» (из сборника «Han») он описывает спор с великим норвежским писателем Юханом Боргеном, в то время как в других произведениях чувствуется влияние писателей Тарьея Весоса и Акселя Сандемусе.
На русский язык переведены следующие его произведения:
- «На старом подворье Европы» (норв. På gamletun i Europa, из книги «Eks og Sett», 1992).
- «Юханнес Хёуге, 63 года, крестьянин» (норв. Johannes Hauge, 63 år, bonde, из книги «Vitner», 1979).

## Награды
- 1979 Премия Тарьея Весоса за лучший дебют, за «Vitner».
- 1988 Награда присуждаемая издательством Gyldendal
- 1997 Литературная премия Ассоциации норвежских критиков «За лучшую книгу для взрослых» за «Blinddøra».
- 1999 Награда присуждаемая издательством Aristeion, за «Blinddøra».
- 2005 Премия Доблоуга (за творчество)
- 2005 Премия издательства «Аскехоуг».